# Leyton
Leyton è un quartiere della città di Londra, che fa parte del distretto di Waltham Forest, situato a circa 10 km a nord est di Charing Cross.
L'ex parrocchia di Leyton fu fusa nel 1965 con Waltham Forest.

## Galleria d'immagini

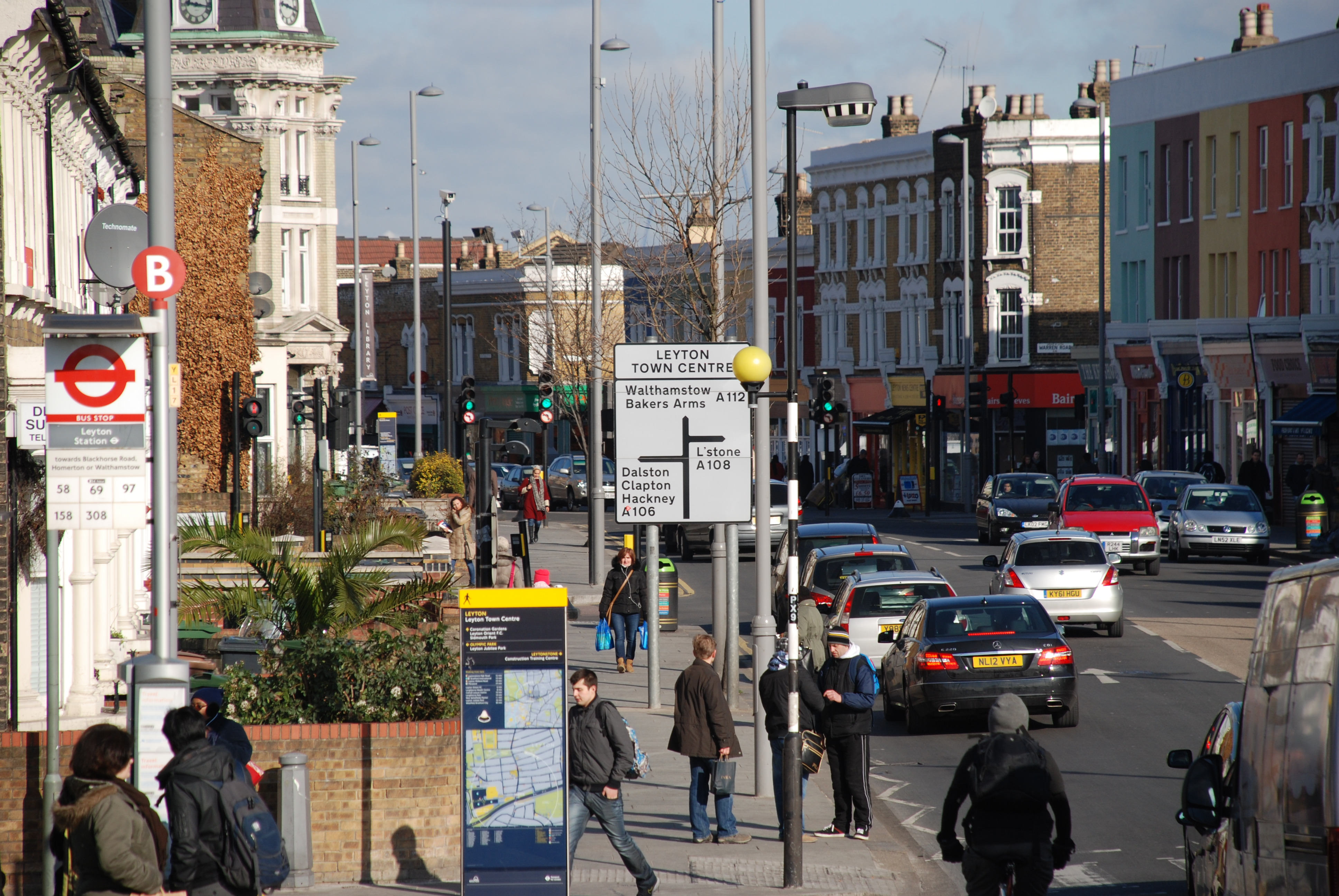
Centro di Leyton
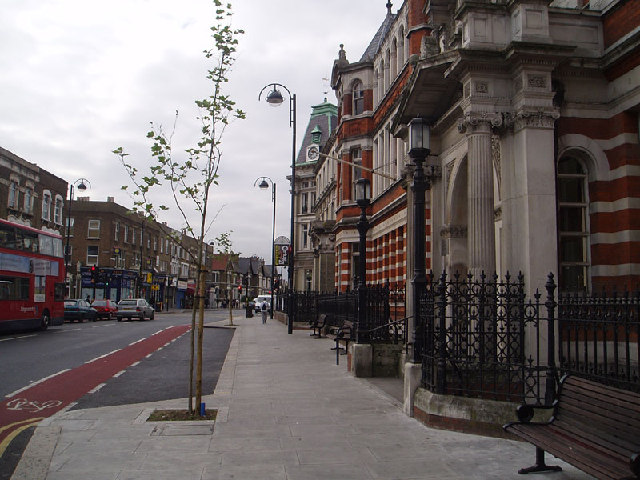
High Road